# Ват

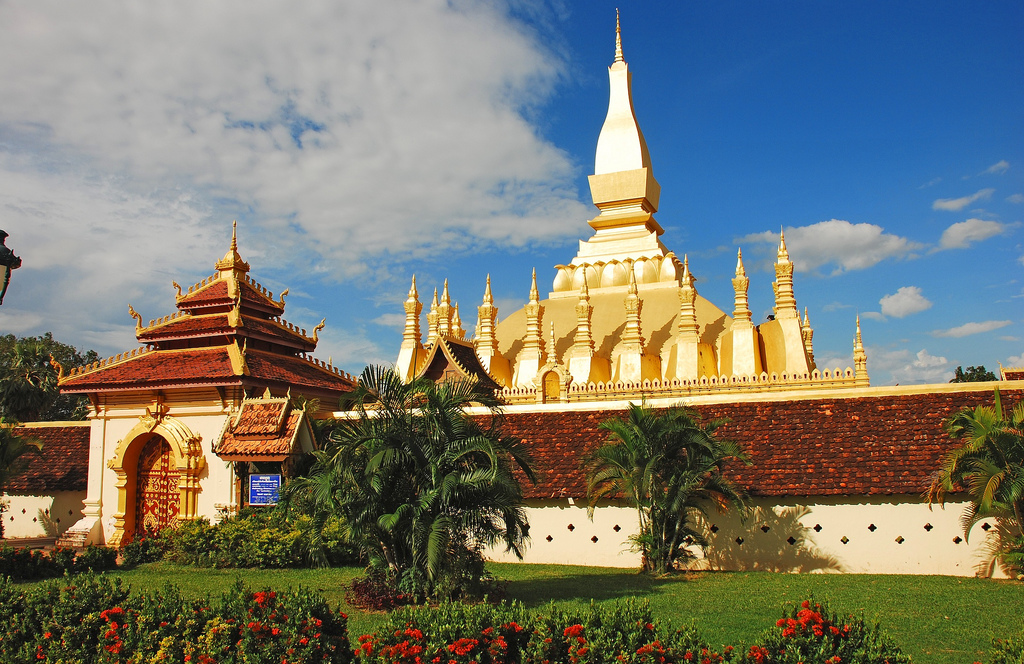
Пха Тхатлуанг (Вьентьян, Лаос)

Ват (тайск. วัดไทย) — буддистский храмовый комплекс, или буддийский монастырь, в Таиланде, Лаосе и Камбодже.
Буддийский храм, вернее, монастырь в Таиланде, это не просто одно здание, а целый комплекс сооружений, храмов и памятников в пределах двора, окружённого стеной. Тайский монастырь, за редким исключением, состоит из двух частей: пхутта-вата и сангха-вата.
В нём расположены основные буддийские постройки — храмы (бот, вихан, сим) и ступы (чеди, пранг, тхат), а также отдельные павильоны для особо значимых статуй Будды (хопхра, хопха), монастырская библиотека (хотай), колокольня, жилые помещения для монахов (кути), школа, открытые беседки для отдыха (сала) и ряд других культовых и хозяйственных помещений.
В Таиланде количество ватов в 1998 году составило 30678. В небольших зданиях при ватах часто расположены больницы, дома престарелых, а также гостиницы для приезжих и другие учреждения. Например, в вате Пхрабахтнампху около Лопбури расположен хоспис для больных СПИДом, а при вате Тхамкрабок (140 км к северу от Бангкока) находится центр реабилитации наркоманов.
В Камбодже комплекс Ангкор-Ват (буквально — «храм Ангкор») является объектом Всемирного наследия ЮНЕСКО. В Таиланде объекты Всемирного наследия со множеством ватов — исторические города Аюттхая и Сукхотхай с соседними городами.

## Изображения

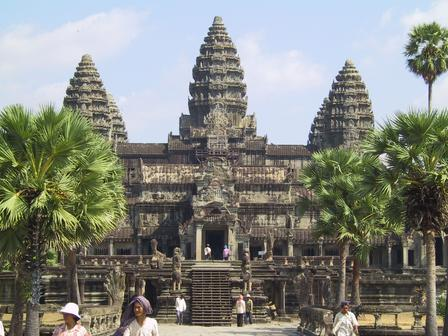
Главный вход в Ангкор-Ват (Камбоджа)
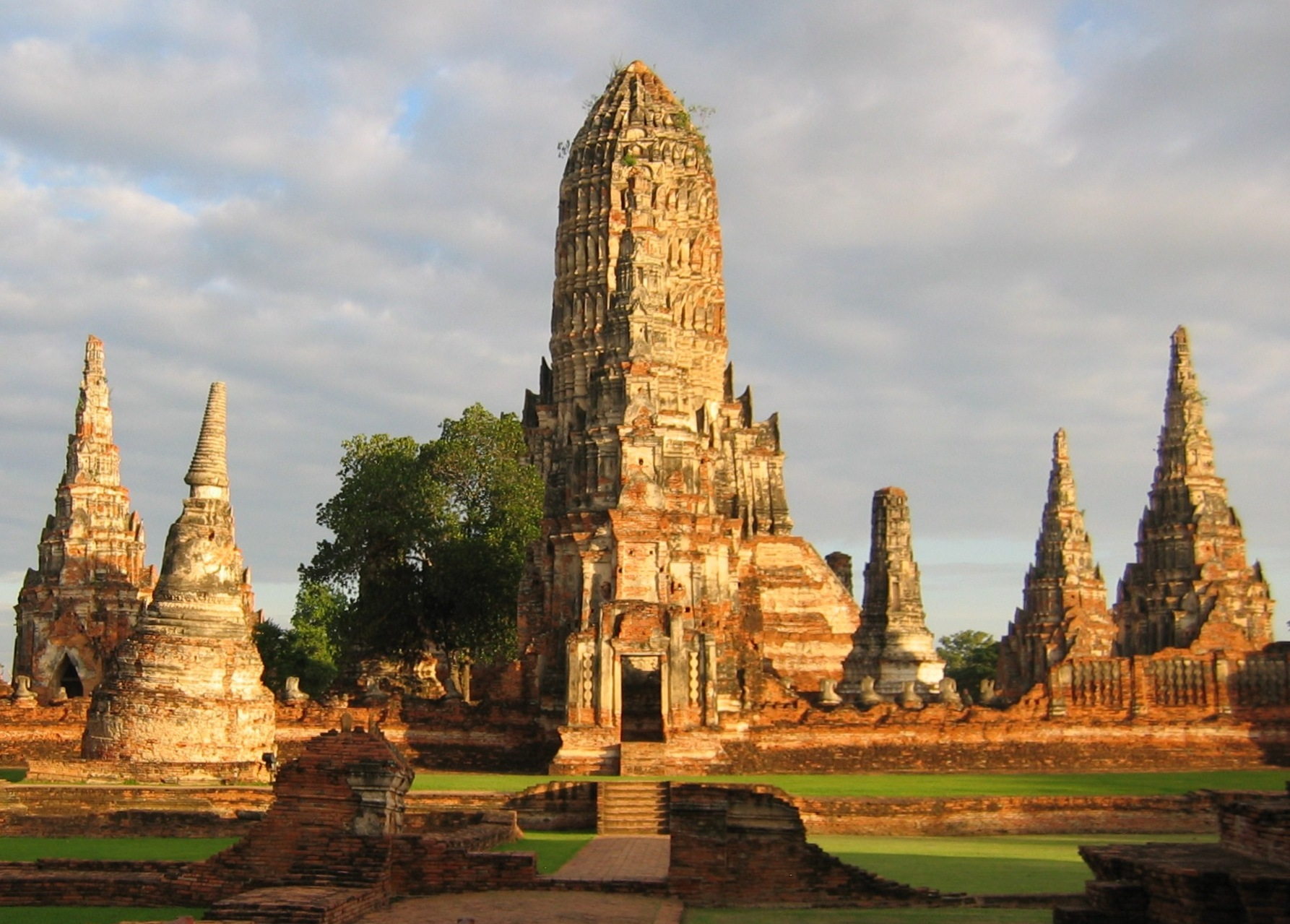
Ват Чайваттханарам (Аютия, Таиланд)
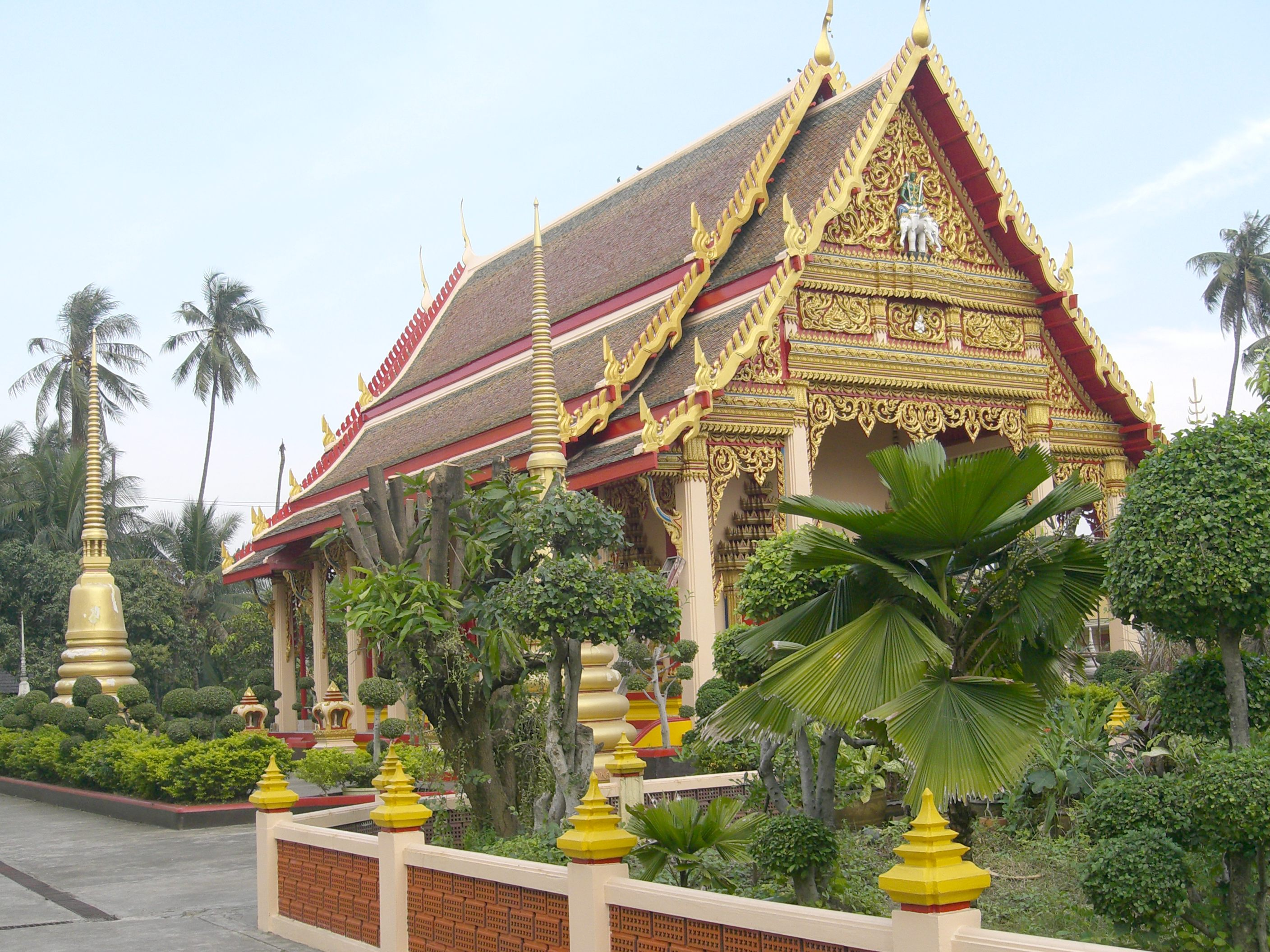
Ват Руаг (Пхрапрадэнг, Таиланд)
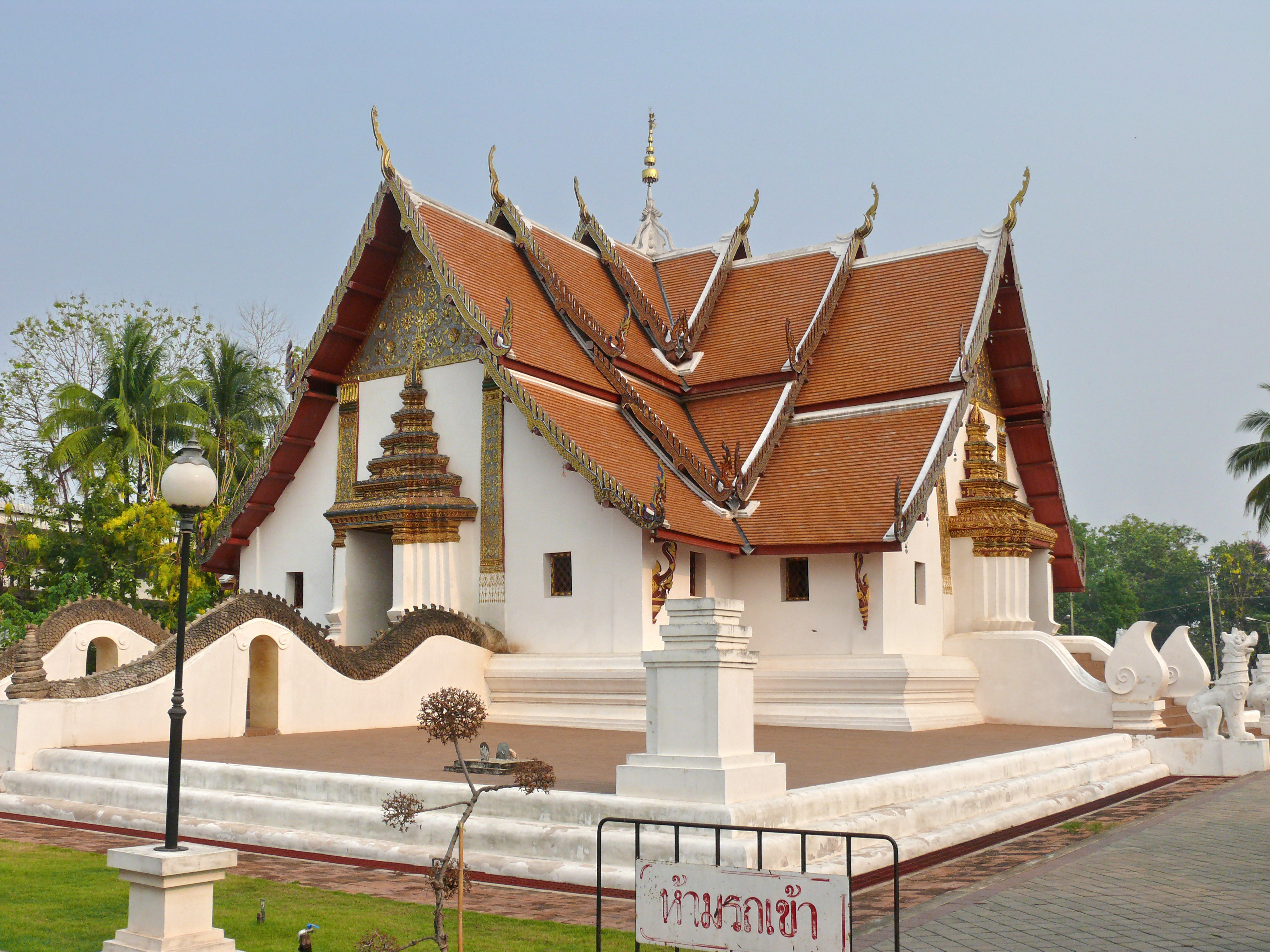
Ват Пхумин (Нан, Таиланд)
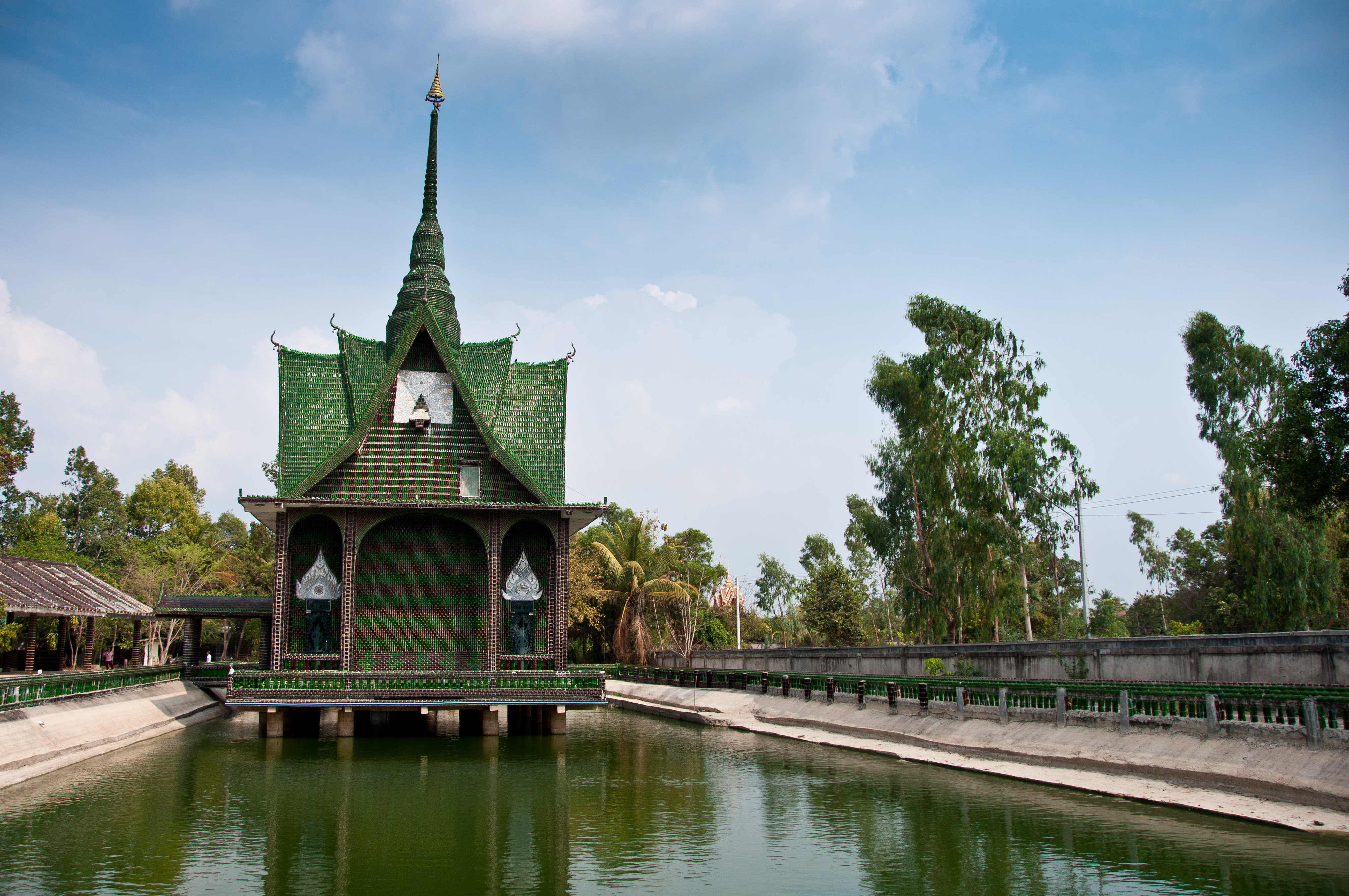
Ват Па Маха Чеди Кео (Кхухан, Сисакет, Таиланд)